# 同人誌と表現を考えるシンポジウム
同人誌と表現を考えるシンポジウム（どうじんしとひょうげんをかんがえるシンポジウム）とは同人誌と表現を考える会が主催し、全国同人誌即売会連絡会、COMIC1準備会、日本同人誌印刷業組合の後援によって開催された、同人誌をとりまく状況と規制問題についてを話し合うシンポジウムである。
2007年5月19日、みらい座いけぶくろ（豊島公会堂）にて開催された。

## 経緯
2006年12月、警察庁のバーチャル社会のもたらす弊害から子どもを守る研究会の最終報告書において、同人誌及び同人誌即売会が問題視された。最終報告書においては、「同人誌等の即売会等についても、イベントの主催者に対し、子供を性行為等の対象とするコミック等を18歳未満の者（青少年）に売らないための対策の強化を求めていくべき」と述べられている。
こうした当局側の同人誌の見方に対して、それぞれの立場から既に正当な形で自主規制を行っていることを世間に広くアピールすることが狙いであった。
シンポジウムには1200人あまりが参加した。そのうち、約半数がサークル関係者、残り４割が一般参加者、ほか即売会主催者、印刷業者、書店関係者など同人誌に関わるほぼ全ての業種から参加があった。
このシンポジウムに先立って4月30日に東京国際展示場で開催されたCOMIC1の閉会後、会場で同人誌規制問題についてのパネルディスカッションが行われている。

## パネラー

### 第一部：「今、どうなっているのか？～現場からの発言～」
- 武川優 （日本同人誌印刷業組合）
- 鮎澤慎二郎 （(株)虎の穴）
- 川島国喜 （(株)メロンブックス）
- 市川孝一（コミックマーケット準備会／COMIC1準備会）
- 武田圭史 （赤ブーブー通信社）
- 中村公彦 （コミティア実行委員会）

### 第二部：「どうすべきなのか」
- 伊藤剛 （マンガ評論家／武蔵野美術大学芸術文化学科講師）
- 斎藤環 （精神科医）
- 永山薫 （マンガ評論家）
- 藤本由香里 （編集者／評論家）
- 三崎尚人 （ライター／同人誌生活文化総合研究所主宰）
- 望月克也 （弁護士／松文館裁判弁護人）
- 坂田文彦 （ガタケット事務局）

## 評価
同人誌即売会のみならず、印刷業者・書店における自主規制の現状が公的な場で話された初めての機会である。
バーチャル社会のもたらす弊害から子どもを守る研究会をはじめ、表現規制を推進する（もしくはしていると目される）人々に対していたずらに対決姿勢をみせるのではなく、現状でも法律を遵守してきちんとした対応を取っていることを世間に広くアピールした初めての試みである。

## 批判
パネラーが各々の立場から発言したものの、同人誌に関係する業界全体としてどのような方針をとっていくのかが明確に示されていないとの批判がある。
また本シンポジウムでは、対外アピールの重要性が語られながらも、2012年現在に至るまでそのような活動がほとんど行われていなかったという実態が、今日浮き彫りになっている。